# Clémence Roth
Pour les articles homonymes, voir Roth et Fould.
Clémence Roth, née le 25 février 1853 à Saint-Denis (Seine) et morte le 1er septembre 1918 à Fontainebleau (Seine-et-Marne), est une peintre et pastelliste française de la fin du XIXe et du début du XXe siècle. Spécialisée dans les portraits, en particulier de femmes et d'enfants, elle se distingue dans le monde artistique parisien de la Belle Époque.

## Biographie
Clémence Eugénie Fould est la fille d'Isidore Fould (1811-1878), négociant, ancien chef du 23e bataillon de la garde nationale de Saint-Denis et chevalier de la Légion d'honneur, et de Sarah Cécile Maas (1822-1894).
En 1875, elle épouse Edmond Roth (1841-1878) qui décède trois ans seulement après leur mariage, la laissant veuve à 25 ans. Le couple donne naissance en 1876 à une petite fille, Lucy Sophie, qui vivra moins de neuf mois,.
Élève de Léon Olivié, puis d'Alfred Stevens, Clémence Roth se spécialise dans les portraits, en particulier de femmes et d'enfants qu'elle peint à l'huile ou au pastel,,. Ses trois ateliers successifs se situent à Paris, au 19 rue Turgot jusqu'en 1883, puis au 6 rue Meissonier de 1884 à 1896, et enfin au 19 avenue Gourgaud à partir de 1897 jusqu'à sa mort.
Elle expose au Salon à partir de 1880 jusqu'en 1889, où elle obtient une mention honorable dès 1881,,, puis au Salon de la Société nationale des beaux-arts de 1890 jusqu'en 1914. Elle est aussi récompensée en 1882 d'une médaille d’or à l’exposition générale des Beaux-arts d’Anvers et d'une médaille de bronze à l'Exposition universelle de 1889,. Elle participe à plusieurs autres salons ou expositions internationales notamment au Salon de Gand à plusieurs reprises (1883, 1892, 1895 et 1899), au Salon de Bruxelles en 1887, et à l'exposition universelle de 1904 à Saint-Louis.
En janvier 1888 et janvier 1889, elle expose dans la galerie de Georges Petit au sein du « groupe des Trente-Trois » fondé par Jacques-Émile Blanche et Ary Renan, composé d'artistes français et étrangers, femmes et hommes, en marge des courants majeurs, et aux styles diversifiés, tels que Charles Angrand, Émile Friant, Walter Gay, Fernand Khnopff, René Ménard ou Odilon Redon notamment.
Elle meurt à l'âge de 65 ans à Fontainebleau. Elle est inhumée au cimetière du Père-Lachaise dans le caveau familial.

## Œuvres dans les collections publiques
- Morlaix, Musée des Beaux-Arts[20] :
  - Petite fille au capuchon ;
  - Petite fille tenant une orange ou Petite fille à l'orange[21],[22],[7],[n 1] ;
- Saint-Denis, Musée d'Art et d'Histoire Paul-Éluard[23] :
  - Étude d’enfant[4] ;
  - Portraits de Mlle Jeanne et de M. Eugène Raba[4] ;
  - Portrait d’une femme avec deux enfants ou Portrait de Mme C. O… et de ses enfants[4],[24] ;
  - Étude de femme[4] ;
  - Portrait de femme ;
  - Portrait de Mme Eugénie Fould[n 2] ;
  - Portrait de Madame Emerique ;
  - Étude de jeune fille de dos ;
  - Bibliothèque de Mr Alfred Pereire.

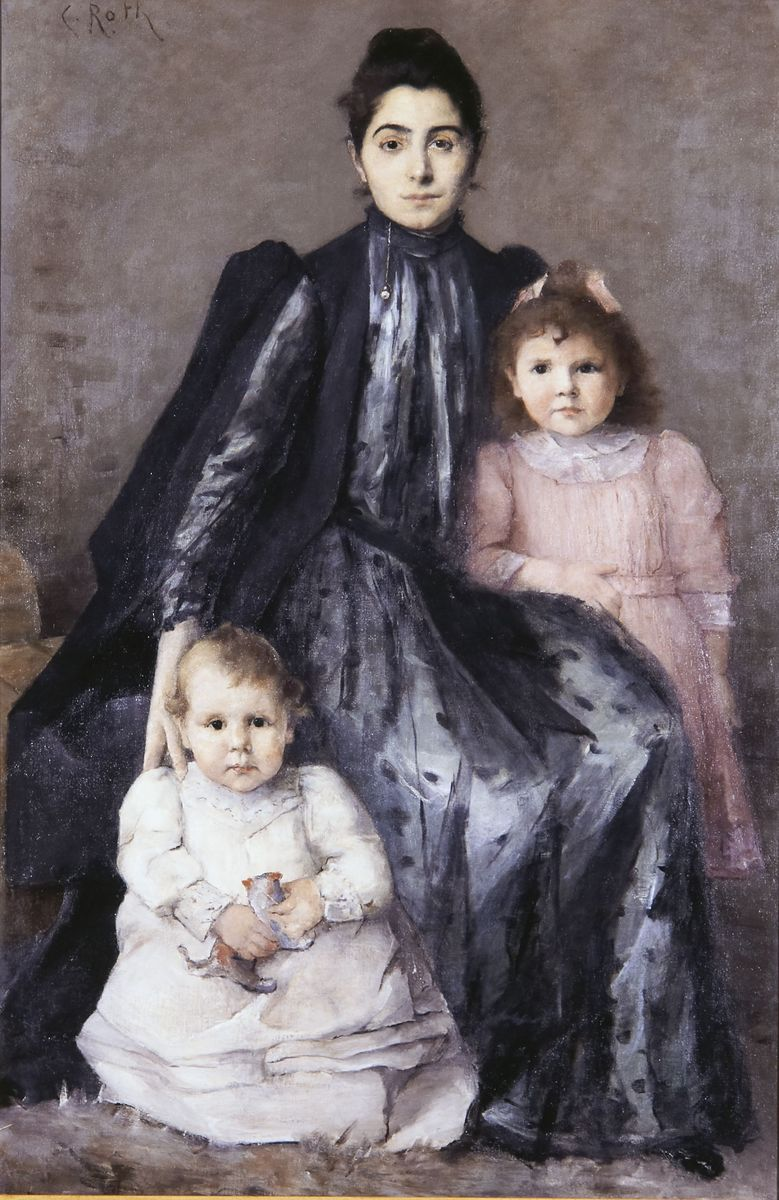
Portrait d’une femme avec deux enfants, Musée d'Art et d'Histoire Paul-Éluard.
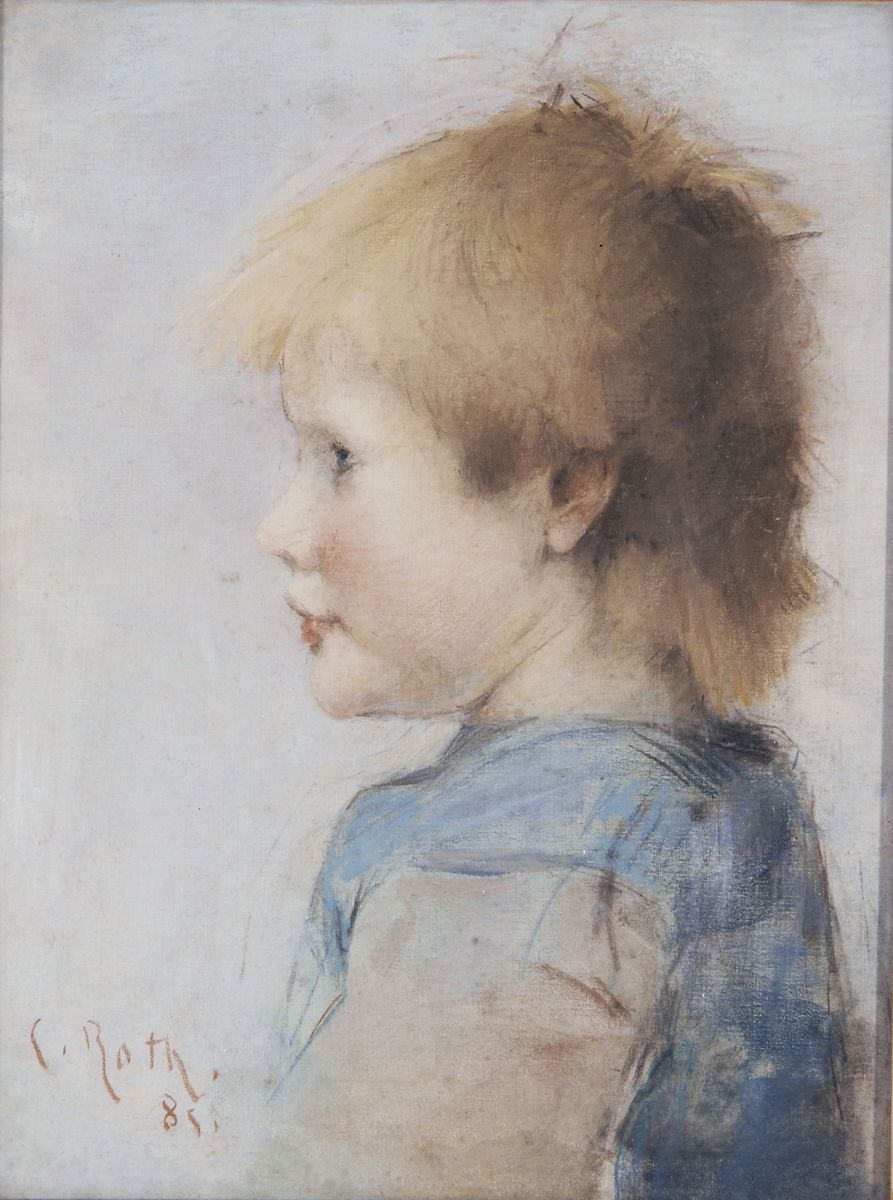
Étude d’enfant, Musée d'Art et d'Histoire Paul-Éluard.
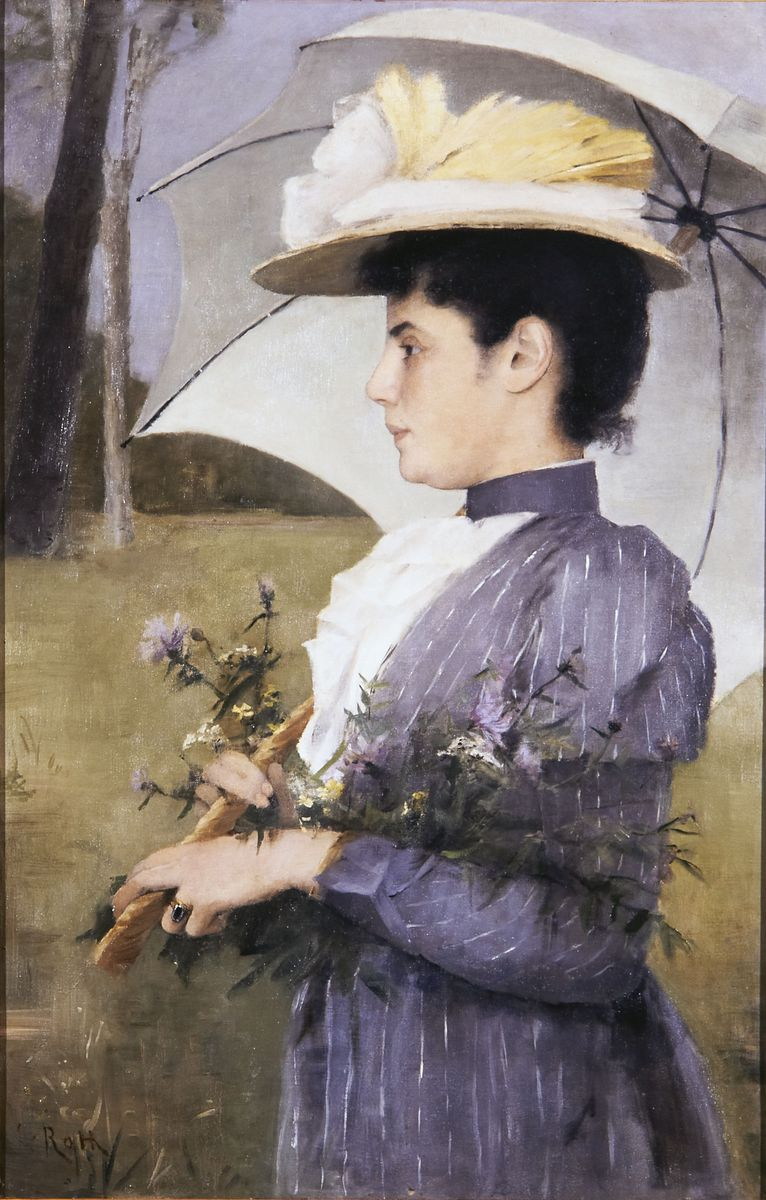
Étude de femme, Musée d'Art et d'Histoire Paul-Éluard.
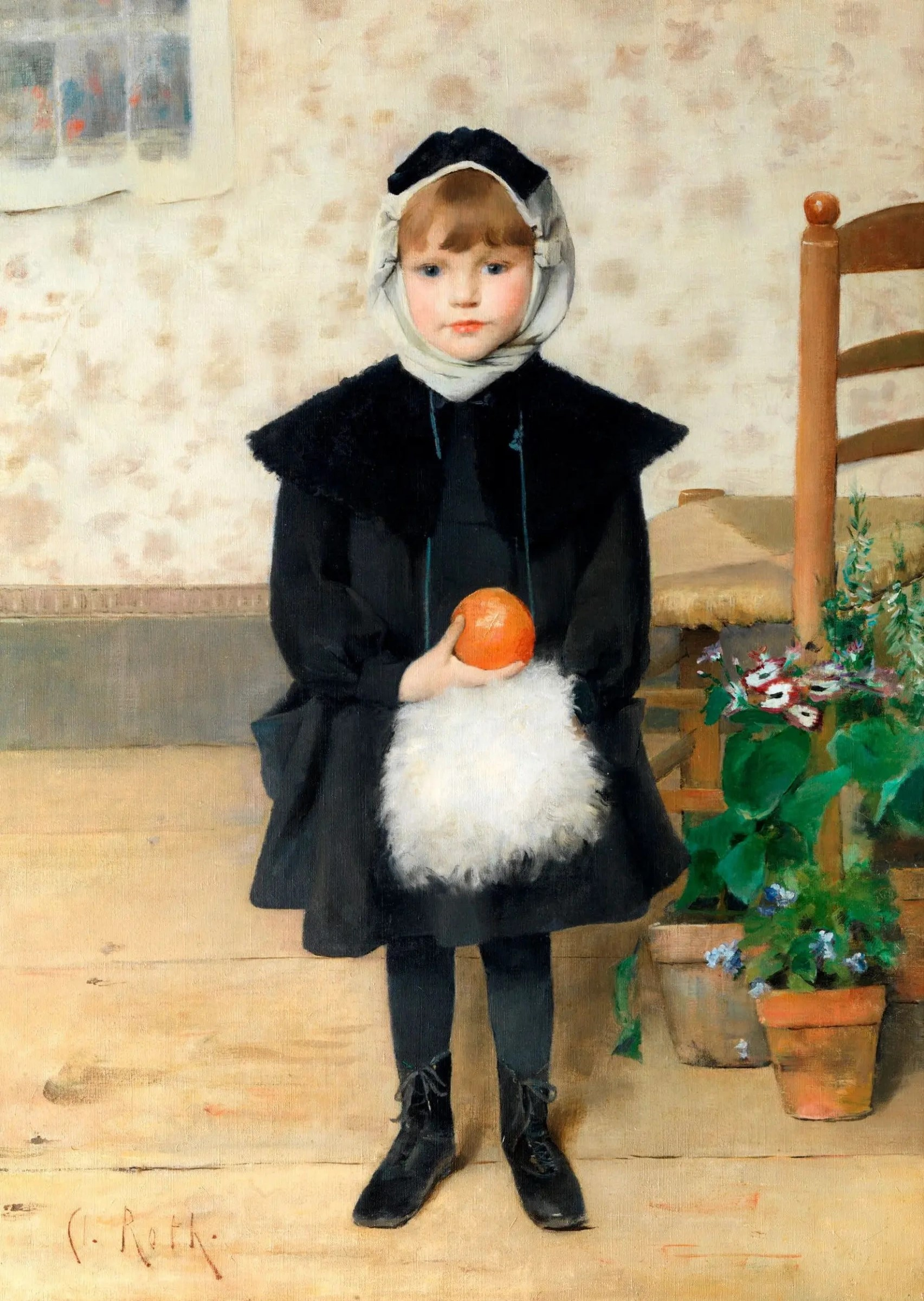
Petite fille à l'orange, 1888, Musée des Beaux-Arts de Morlaix.
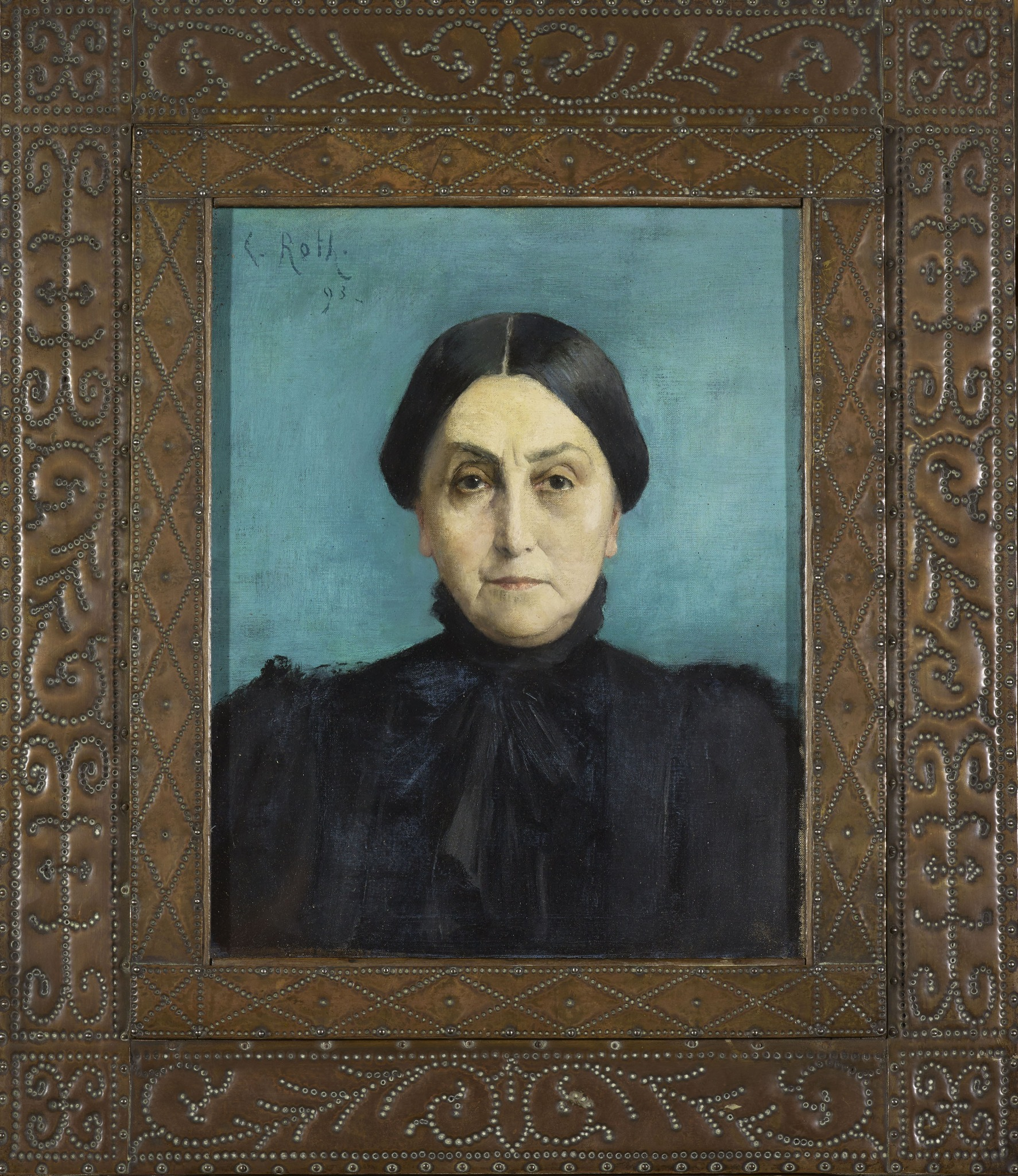
Portrait de Madame Emerique, Musée d'Art et d'Histoire Paul-Éluard.
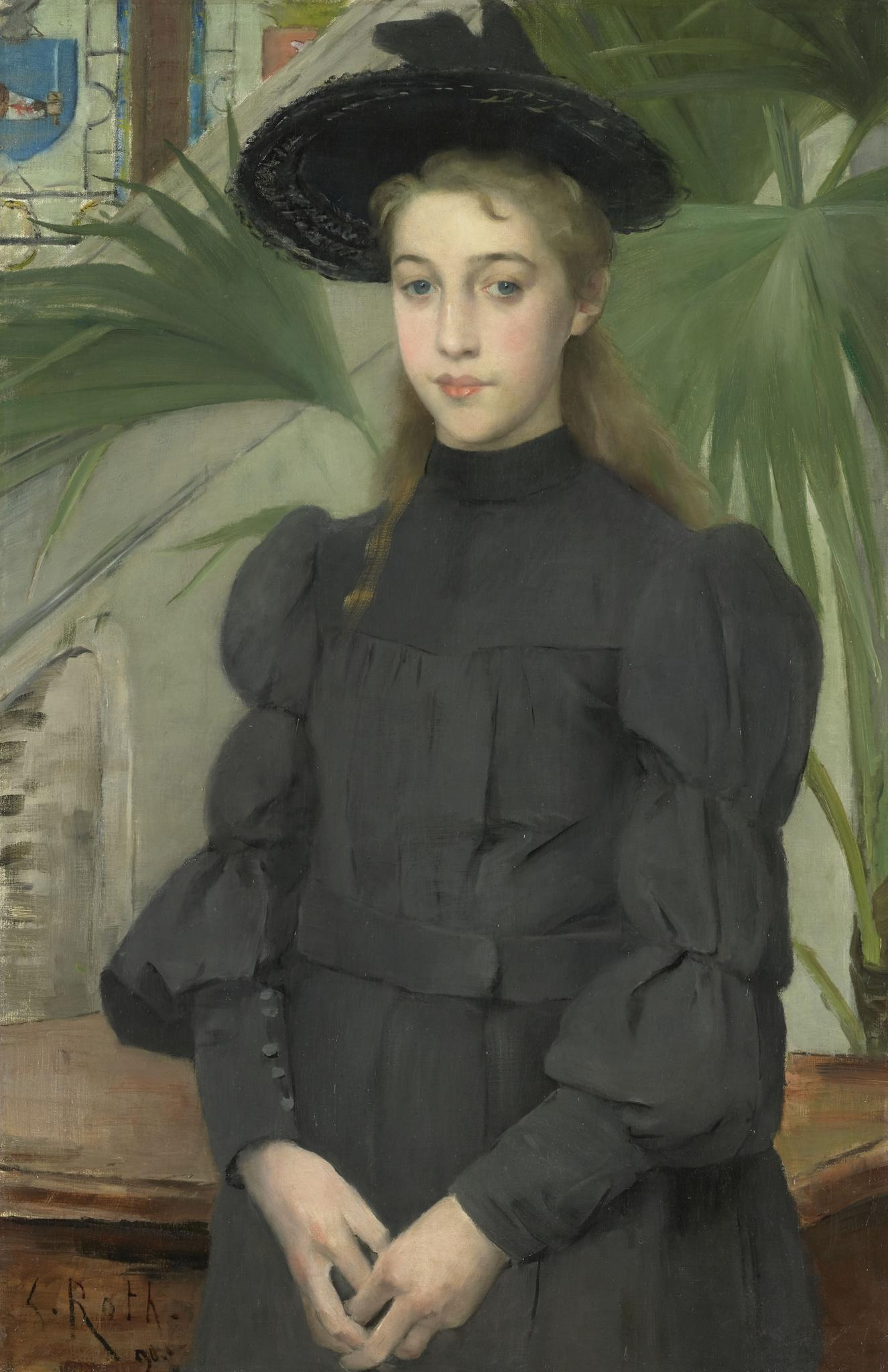
Jeune fille au chapeau noir, 1896[7],[25], Collection privée.
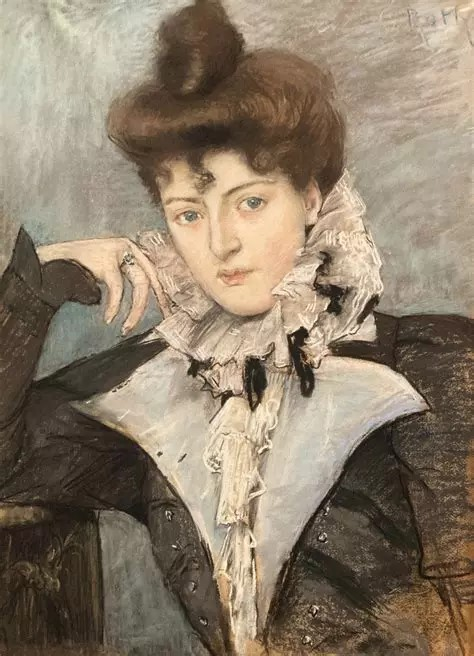
Élégante au jabot, Collection privée.
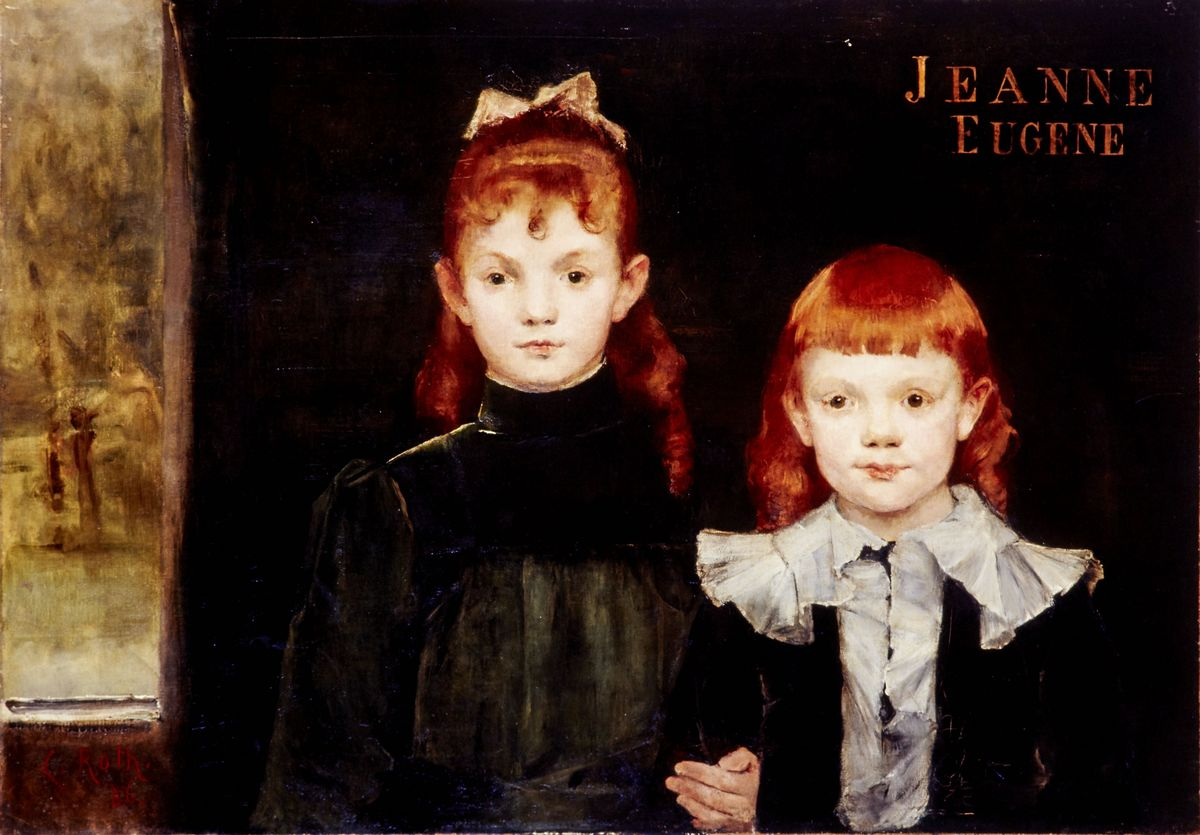
Portraits de Mlle Jeanne et de M. Eugène Raba, Musée d'Art et d'Histoire Paul-Éluard.
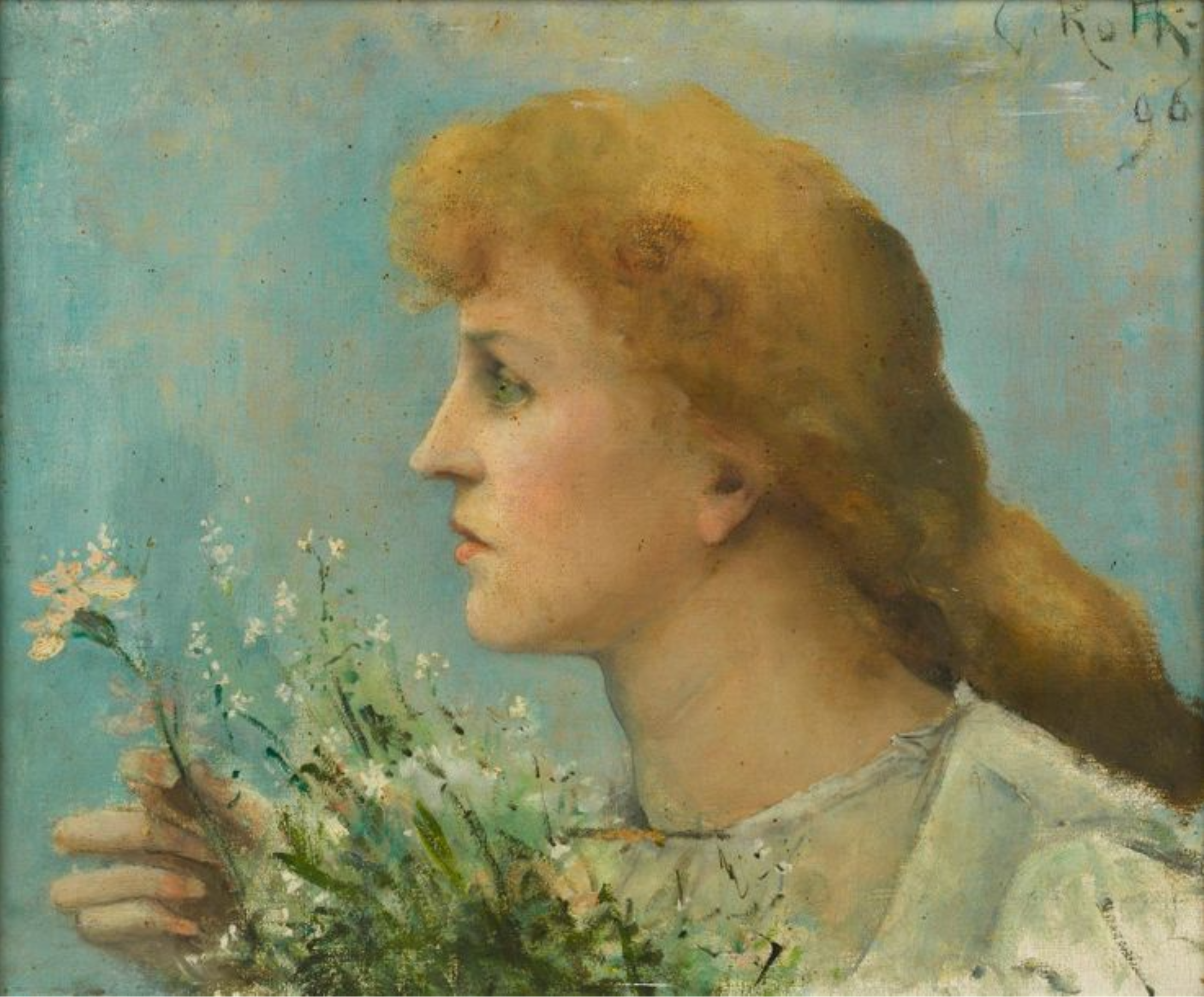
Profil de jeune fille rousse tenant un bouquet de fleurs printanières, Collection privée.

## Œuvres exposées aux Salons parisiens

### Salon des artistes français
- Portrait de Mlle ***, au Salon de 1880[26]
- Portrait de Mme V…, au Salon de 1880
- Tête d’enfant, au Salon de 1880
- Portrait de ma mère, au Salon de 1881[10],[27]
- La mère Bordier, au Salon de 1882[28]
- Portrait du docteur Worms, au Salon de 1882[29],[30]
- Portrait de Mlle L. Desbordes, au Salon de 1883[31]
- Tête d’étude, au Salon de 1883
- Étude ; pastel , au Salon de 1884
- Portrait de Mlle C. S…, au Salon de 1884[32]
- Portrait de Mlle F… ; pastel , au Salon de 1884
- Antoinette ; tête d’étude, au Salon de 1885
- Portrait de M. E. Fould, au Salon de 1885
- Étude ; pastel, au Salon de 1886
- Portrait de Mlle M. O… ; pastel, au Salon de 1886
- Portrait de Mme H…, au Salon de 1886
- Portraits de Mlle Jeanne et de M. Eugène R…, au Salon de 1886
- Portrait de M. le professeur Peter, au Salon de 1887
- Étude, au Salon de 1888
- Étude, au Salon de 1889
- Portrait de Mme A. S…, au Salon de 1889

### Salon de laSociété nationale des beaux-arts
- Étude, au Salon de 1890[33]
- Portrait de M. O…, au Salon de 1890[33]
- Portrait de Mlle H. (pastel), au Salon de 1890
- Portrait de Mlle S. L. B…, au Salon de 1890[33]
- Étude, au Salon de 1891
- Portrait de Mlle M. d'A…, au Salon de 1891[24]
- Portrait de Mme C. O… et de ses enfants, au Salon de 1891[24]
- Portrait de Mme L. O., au Salon de 1891
- Portrait de Mlle T…, au Salon de 1892
- Portrait de Mlle L. S. B… (pastel), au Salon de 1893
- Portrait de Mlles M. S…, au Salon de 1893
- Portrait du Commandant F…, au Salon de 1893
- Deux jeunes garçons (Étude) , au Salon de 1894[34]
- Portrait de Mlle M. S…, au Salon de 1894[34]
- Une tasse de thé, au Salon de 1894[34],[35],[n 3]
- Jeunes garçons (étude), au Salon de 1895
- Portrait de Mlle M. F…, au Salon de 1895
- Portrait de Mlle F… (pastel), au Salon de 1896
- Portrait de Mlle M. P…, au Salon de 1896
- Portrait de Mme G. de L…, au Salon de 1896
- Étude, au Salon de 1897
- Mère et enfant, au Salon de 1897
- Portrait de Mlle M. H… (pastel), au Salon de 1897
- Étude ; Vieille bretonne, au Salon de 1898
- Portrait de Mlle M. S., au Salon de 1898
- Portrait de Mme E. L…, au Salon de 1898
- Étude, au Salon de 1899
- Paysanne de l'île d'Ars (Morbihan), au Salon de 1899
- Portrait de Mlles V…, au Salon de 1899
- Étude, au Salon de 1901
- Portrait de Mme la générale S…, au Salon de 1901
- Allant à l’école (étude), au Salon de 1902
- Portrait de Mlle M. S. (étude), au Salon de 1902
- Portrait de Mme C. L. (pastel), au Salon de 1902
- Portrait de Mme M. L. M., au Salon de 1902
- Portrait de Miss T…, au Salon de 1903
- Portrait de Mme G…, au Salon de 1903
- Portrait de Mme L. B…, au Salon de 1903
- Portrait de Mme M…, au Salon de 1903
- Portrait de Me S… et de son fils, au Salon de 1904
- Portrait de Mlle M. S…, au Salon de 1904
- Portrait de Mme P…, au Salon de 1905
- Portrait de Mme R…, au Salon de 1905
- Portrait de Mme S…, au Salon de 1905
- Portrait de Mlle H. W…, au Salon de 1906
- Portrait de Mme F. A…, au Salon de 1906
- Portrait de Roger T…, au Salon de 1906
- Petite fille de Vannes, au Salon de 1908[36]
- Portrait de A. R…, au Salon de 1908[36]
- Portrait de Mlle B. A…, au Salon de 1908[36]
- Portrait de Mme E. de la T…, au Salon de 1908[36]
- Portrait de Robert G…, au Salon de 1908[36]
- Étude (pastel), au Salon de 1909
- Portrait de Mlle T. O’C…, au Salon de 1909
- Portrait de Mlle Blanche Allard, au Salon de 1913
- Portrait de musicien (J.-Mac Gratt), au Salon de 1913
- Portrait du général F…, au Salon de 1914

## Autres expositions
Salon d'Anvers de 1882
- Portrait du docteur Worms
- Retour de la campagne
- La mère Bordier

Salon de Gand de 1883
- Portrait de Mlle Louise Desbordes
- Jeune fille aux lilas

Salon de la Société de l'Union des femmes peintres et sculpteurs de 1886
- Tête de femme, pastel
- Tête de femme, pastel

Salon de la Société de l'Union des femmes peintres et sculpteurs de 1887
- Portrait de femme
- Portrait de Mme ***

Salon de Bruxelles de 1887
- Portrait de M. le professeur Peter, huile
- Portrait, pastel

Salon des 33 de 1888
- Portrait de Mme H.
- Enfant, pastel
- Portrait de M. R. M.
- Tête d'enfant
- Tête d'étude
- Portrait de Mlle S. et M. G. L.
- Rachel (étude)
- Portrait de M. R. P., pastel
- Portrait de M. A. F., pastel
- Étude
- Étude, pastel

Salon des 33 de 1889
- Petite fille à l'orange, huile
- Portrait de Mme A. S.
- Portrait de M. E. E.
- Fourniture d'armes
- Tête d’étude
- Tête d’étude
- Portraits de Mlle Jeanne et de M. Eugène R…
- Portrait de M. C. H., pastel
- Étude, pastel
- Portrait, pastel

Exposition universelle de 1889
- Portrait de Mme F…
- Antoinette
- Portrait de Mme H…
- Portrait de M. le professeur Peter

Salon de Gand de 1892
- Portrait de Mlle H. L***
- La dictée
- Étude
- La petite liseuse, pastel

Salon de Gand de 1895
- Jeunes garçons (étude)

Salon de Gand de 1899
- Portrait
- Portrait de famille

Salon de Bordeaux de 1899
- Bretonne

Exposition universelle de 1904
- Retour de l'école

## Expositions collectives posthumes
- du 15 septembre 2006 au 15 janvier 2007, Picasso, Chagall, Signac… : Artistes et collectionneurs donateurs du Musée d'art et d'histoire de Saint-Denis, Musée d'Art et d'Histoire Paul-Éluard, Saint-Denis[40].
- du 16 juin au 19 août 2012, Femmes artistes - passions, muses et modèles, Château de Chamerolles, Chilleurs-aux-Bois[41].
- du 12 décembre 2014 au 16 mai 2015, Chers enfants ! L’enfant dans la collection du Musée de Morlaix, Musée des Beaux-Arts, Morlaix[42],[43],[44].
- du 25 juin au 3 octobre 2016, Être jeune au temps des impressionnistes (1860-1910), Musée Eugène Boudin, Honfleur[45],[46].
- du 12 novembre 2016 au 20 mai 2017, Portraits & figures dans la collection du Musée de Morlaix, Musée des Beaux-Arts, Morlaix[47],[48].

## Iconographie

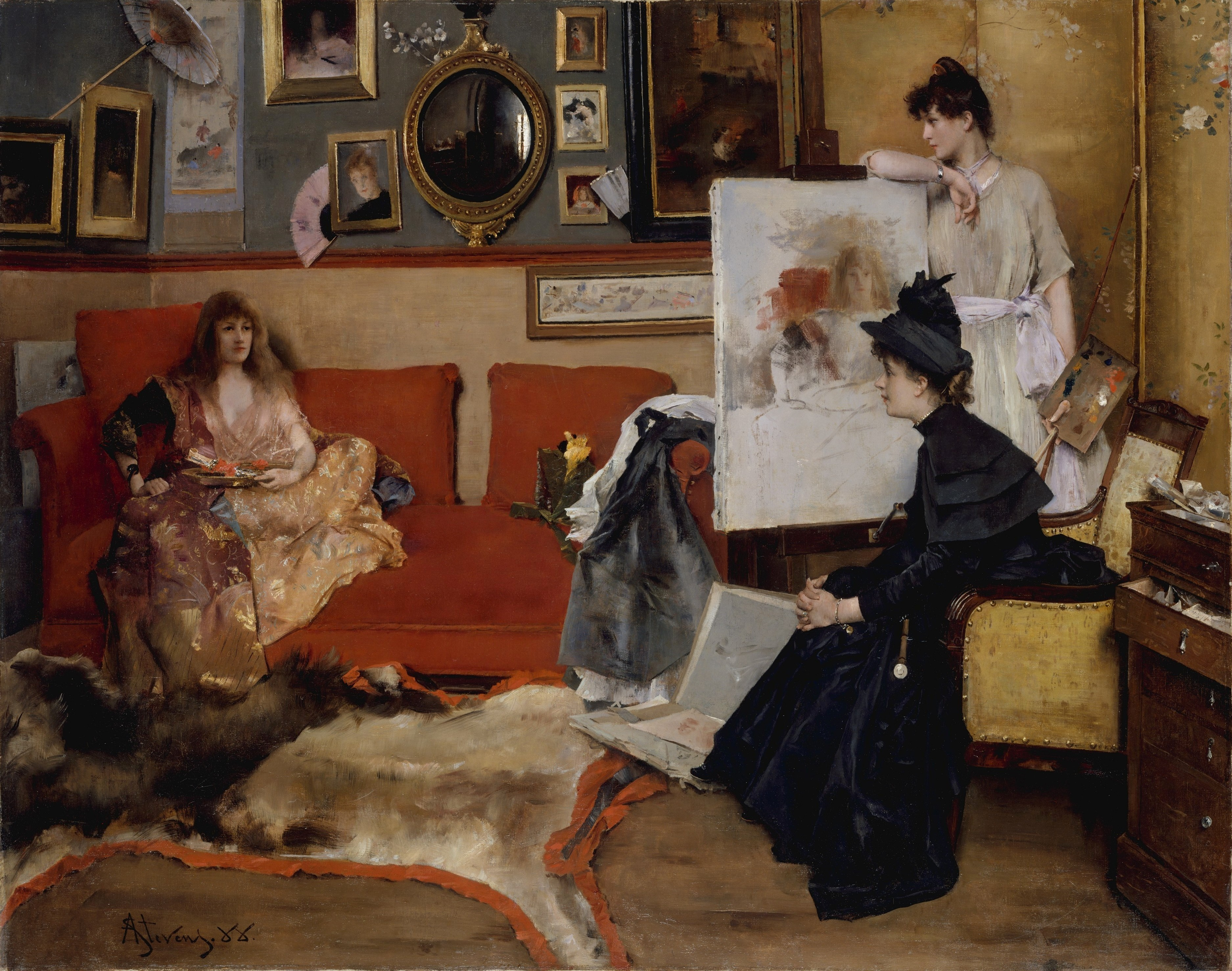
Dans l'atelier d'Alfred Stevens, 1888, Metropolitan Museum of Art.

- Fabio Sottili, dans sa monographie sur Clémence Roth, émet l'hypothèse que l'artiste serait représentée dans le tableau Dans l'atelier d'Alfred Stevens sous les traits de la jeune femme habillée en noir[7].
- Une caricature d'Henri de Sta intitulée « Notre dame de la palette »[49].